# Apamea decolor
Apamea decolor är en fjärilsart som beskrevs av Stertz 1915. Apamea decolor ingår i släktet Apamea och familjen nattflyn. Inga underarter finns listade i Catalogue of Life.